# Poulsen Roser

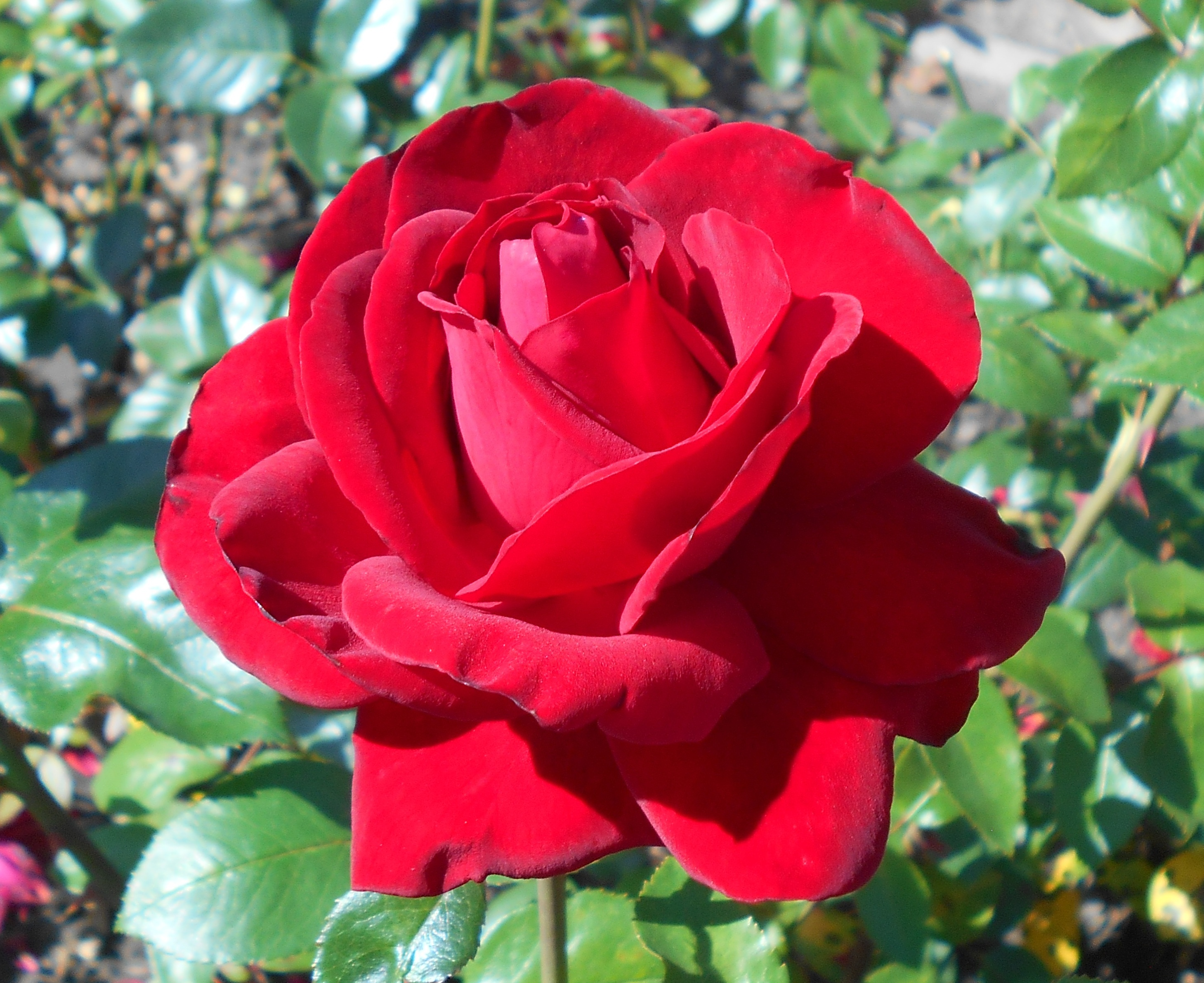
Rose 'Ingrid Bergman', le plus grand succès de la maison Poulsen.

La société Poulsen Roser ApS est une maison de négoce familiale spécialisée dans l'horticulture au Danemark. Elle a été fondée en 1878 par un pionnier de la culture des roses, Dorus Theus Poulsen (1851-1925), dont les descendants y travaillent toujours aujourd'hui. Elle se dédie particulièrement à la création d'hybrides de rosiers floribunda. Elle commercialise aussi des variétés d'autres fleurs, comme les clématites.
Depuis les années 1970, la maison Poulsen a lancé de nouvelles obtentions dans le groupe des roses Patio qui combinent les caractéristiques des grandes roses en miniature et de petits rosiers floribunda. Le code de l'entreprise est Poulsen.
Après Dorus Theus Poulsen, l'entreprise est dirigée par son fils aîné Dines Poulsen (1879-1940); parmi les créateurs de roses de la maison, on compte Svend Poulsen (1884-1974), troisième fils de Dorus Theus Poulsen, Niels Dines Poulsen (né en 1919), fils unique de Svend Poulsen qui a commencé l'hybridation des roses en 1954, ainsi que sa fille Pernille Poulsen, épouse de Mogens Olesen.

## Histoire
Dorus Theus Poulsen (D.T.) naît en 1851 dans une famille d'agriculteurs danois. Il commence à entretenir une pépinière près de Copenhague. Il a trois fils et envoie l'aîné, Dines, à Trèves en Allemagne, travailler pendant un an auprès du grand rosiériste allemand, Peter Lambert. Ensuite Dines Poulsen vit quelque temps à Stanmore en Angleterre, puis il prend en charge les nouvelles installations de Poulsen près du village de Kelleriis au nord de l'île de Seeland.
Poulsen introduit ce qui est considéré comme le premier rosier floribunda, 'Rodhatte', en 1912,  et ses fils Dines et Svend poursuivent son travail dans ce domaine. Dines Poulsen produit en 1911 la variété de rosier polyantha qu'il baptise 'Ellen Poulsen', suivie de 'Rödhätte'. Vers 1914, Dines Poulsen transmet le domaine de l'hybridation à son frère Svend. La dernière rose que Svend Poulsen introduit est une rose de couleur jaune-orangé brillant teintée de rouge, 'Rumba', en 1958. Il meurt en 1974. 
Le fils de ce dernier, Niels Poulsen, reçoit le prix RNRS Deam Hole Medal en 1994. La rose rouge 'Ingrid Bergman', rose favorite du monde en 2000, fait partie de ses succès internationaux. La pépinière est ensuite dirigée par sa fille Pernille, conjointement avec son mari Mogens Olesen.
Le rosier floribunda est le résultat du croisement de rosiers polyantha et d'hybrides de thé. Une grande partie de l'œuvre originale de l'entreprise, depuis son fondateur, est de produire des roses capables de survivre aux hivers froids scandinaves et de fleurir abondamment pendant la courte saison de floraison de ces pays.

## Quelques créations de Poulsen

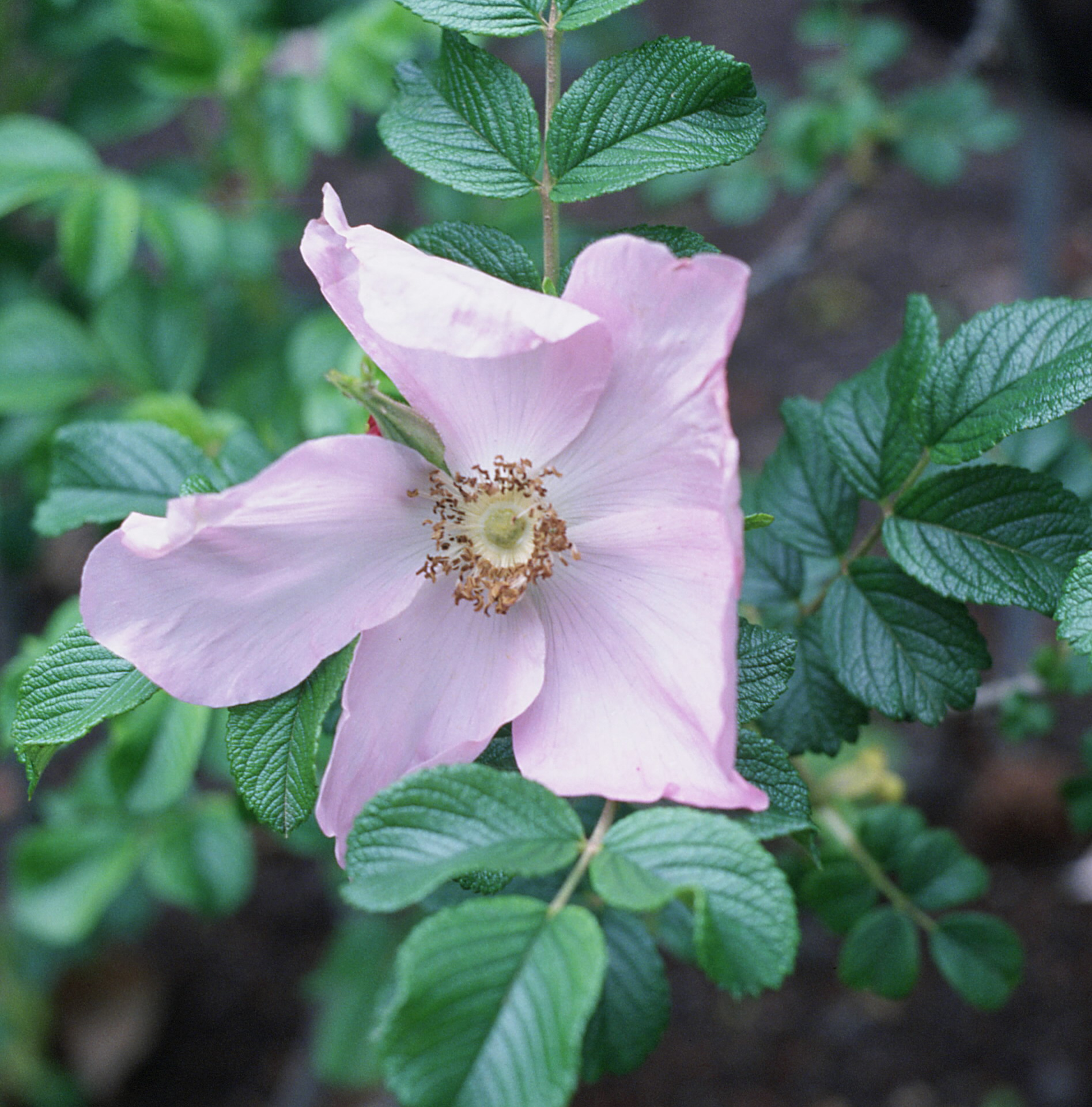
'Frau Dagmar Hastrup', Poulsen 1914.
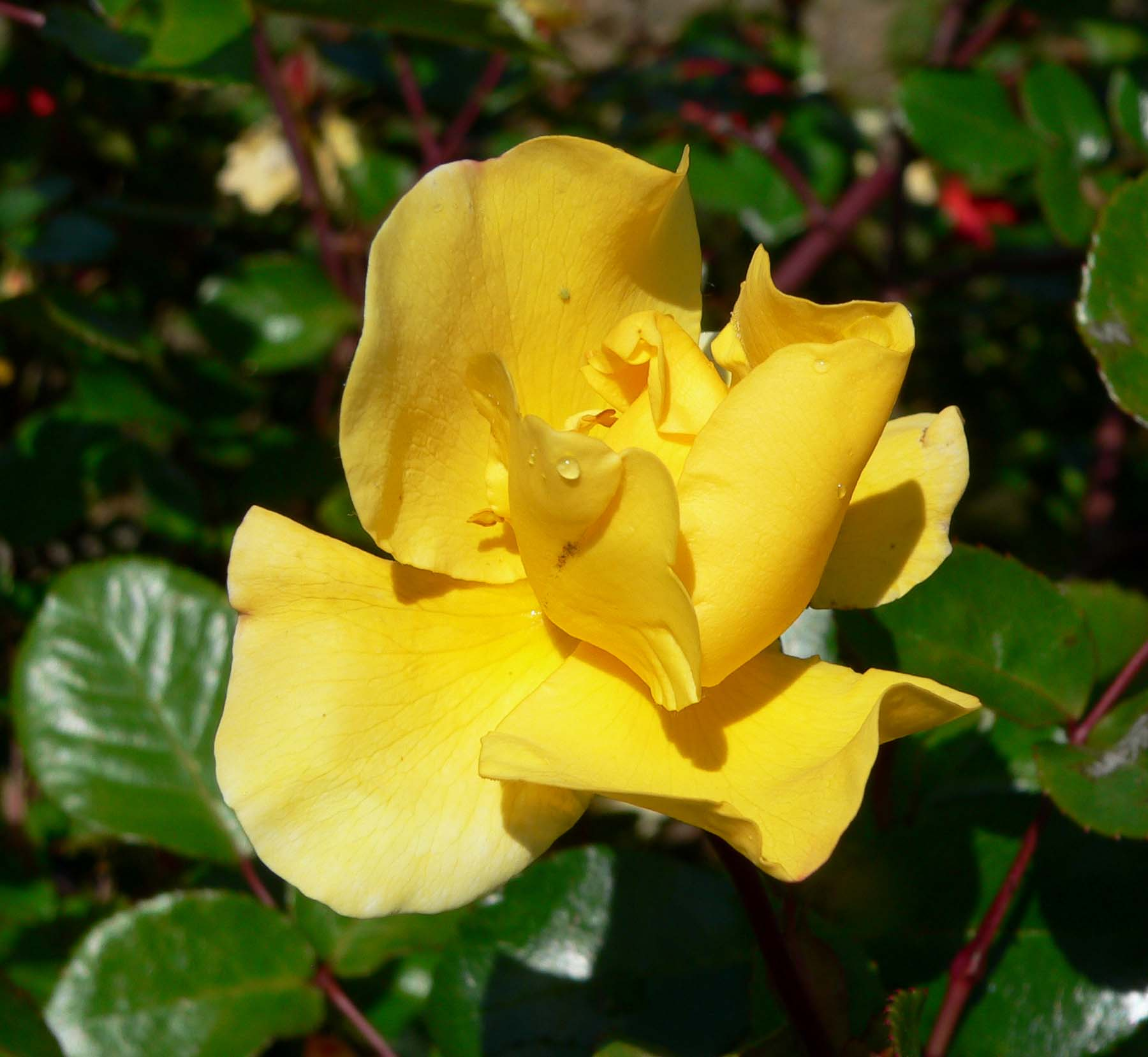
'Poulsen's Yellow', Poulsen 1939.
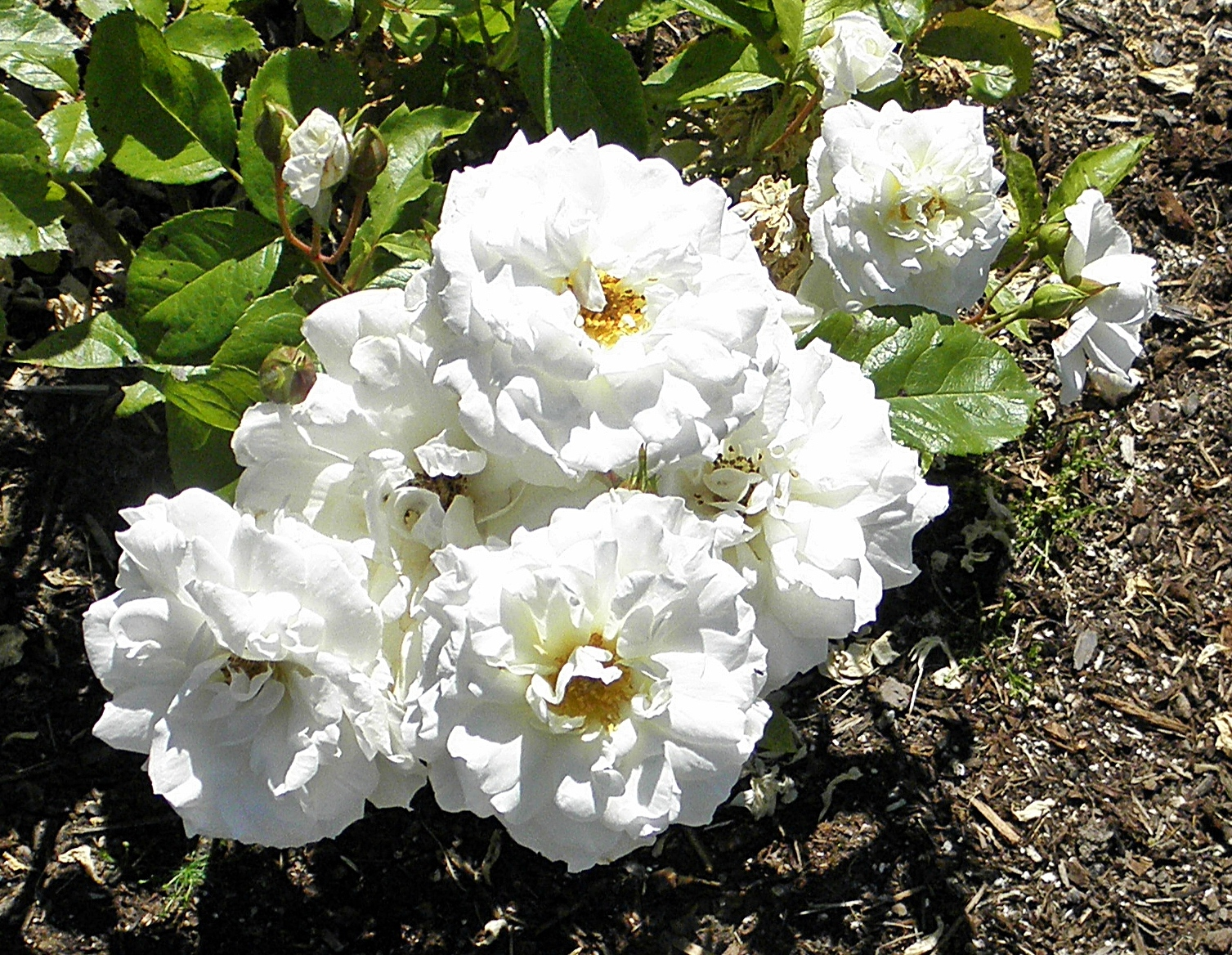
'Irene of Denmark', Poulsen 1948.
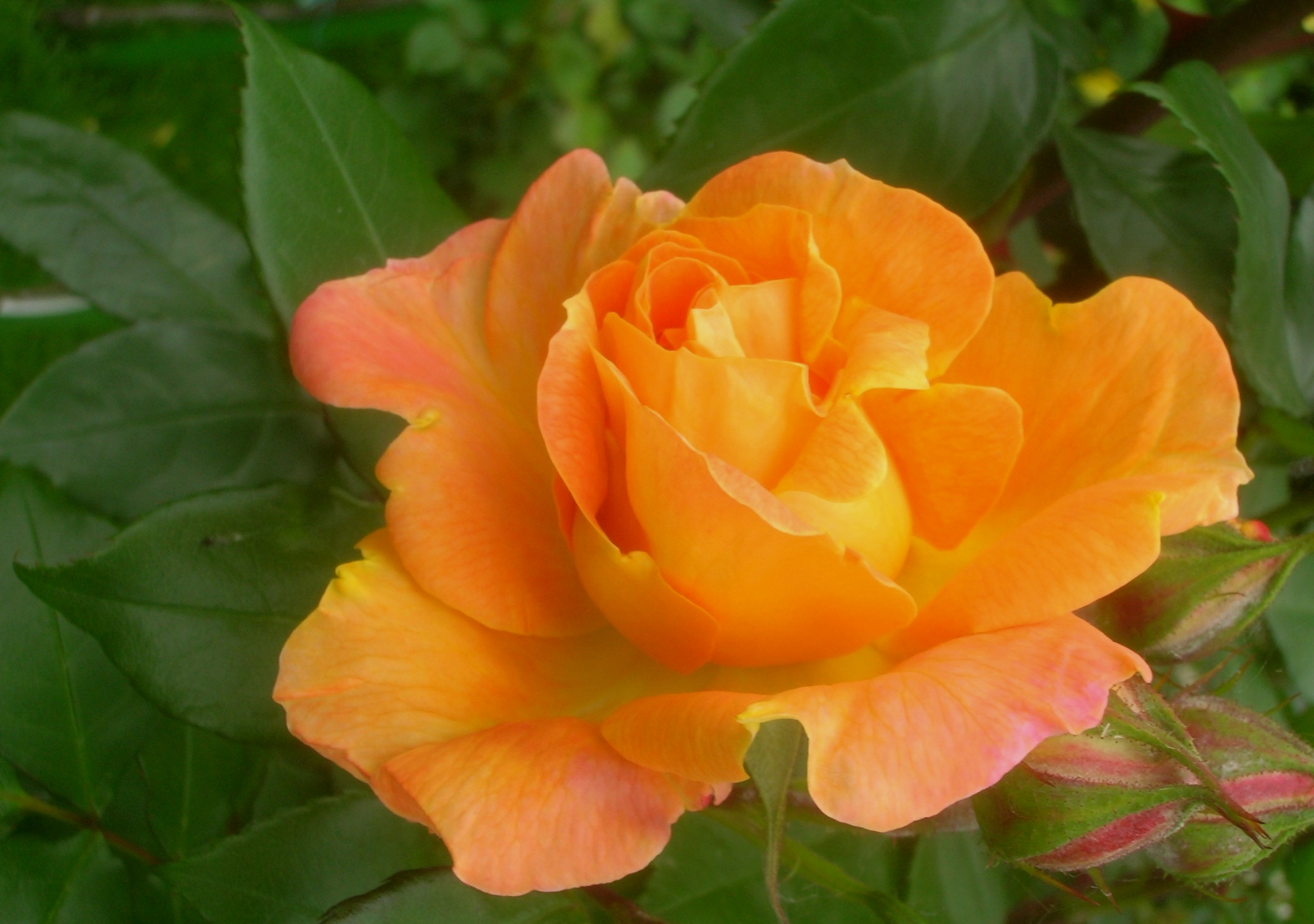
'Rumba', Poulsen 1960.
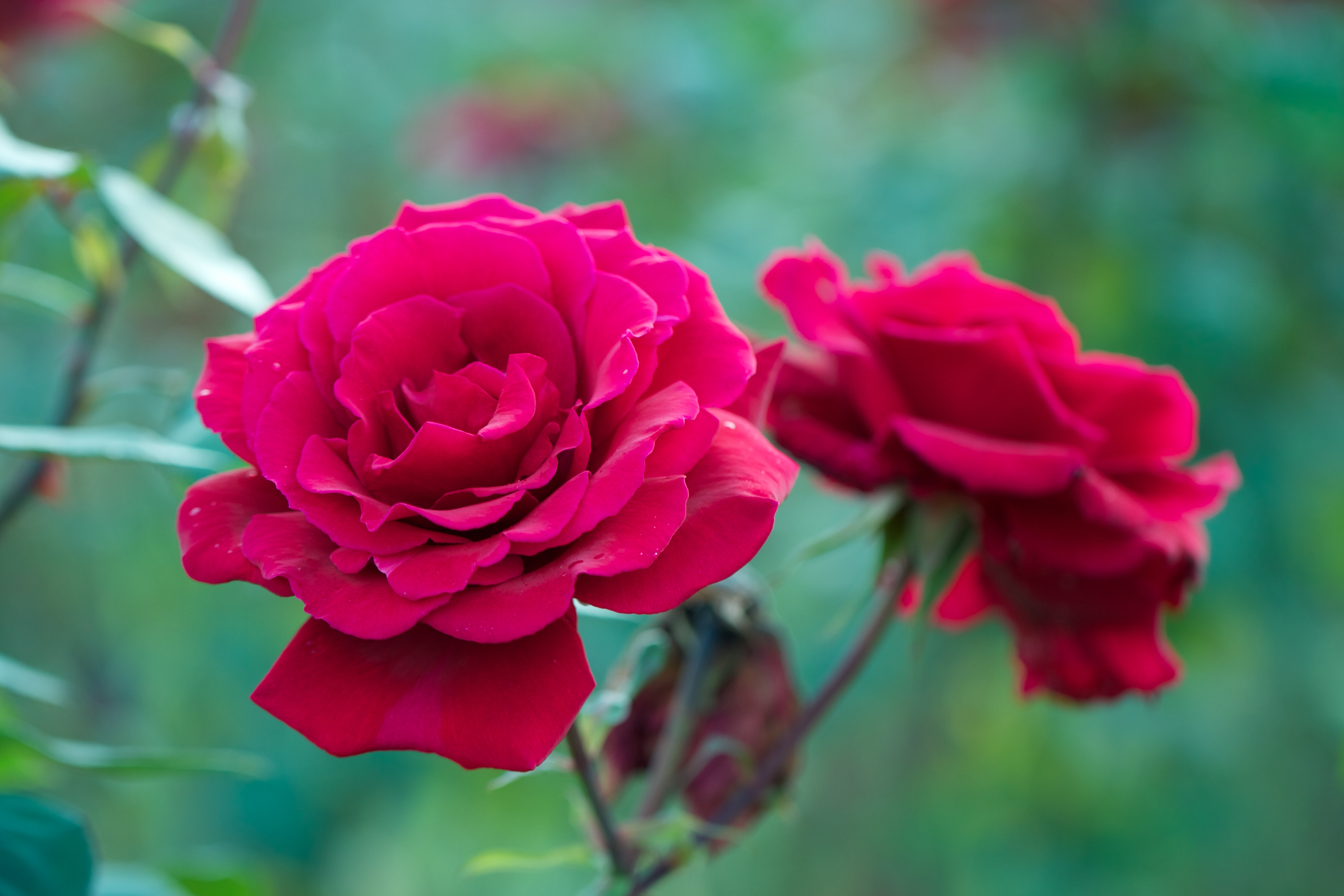
'Nina Weibull', Poulsen 1961.
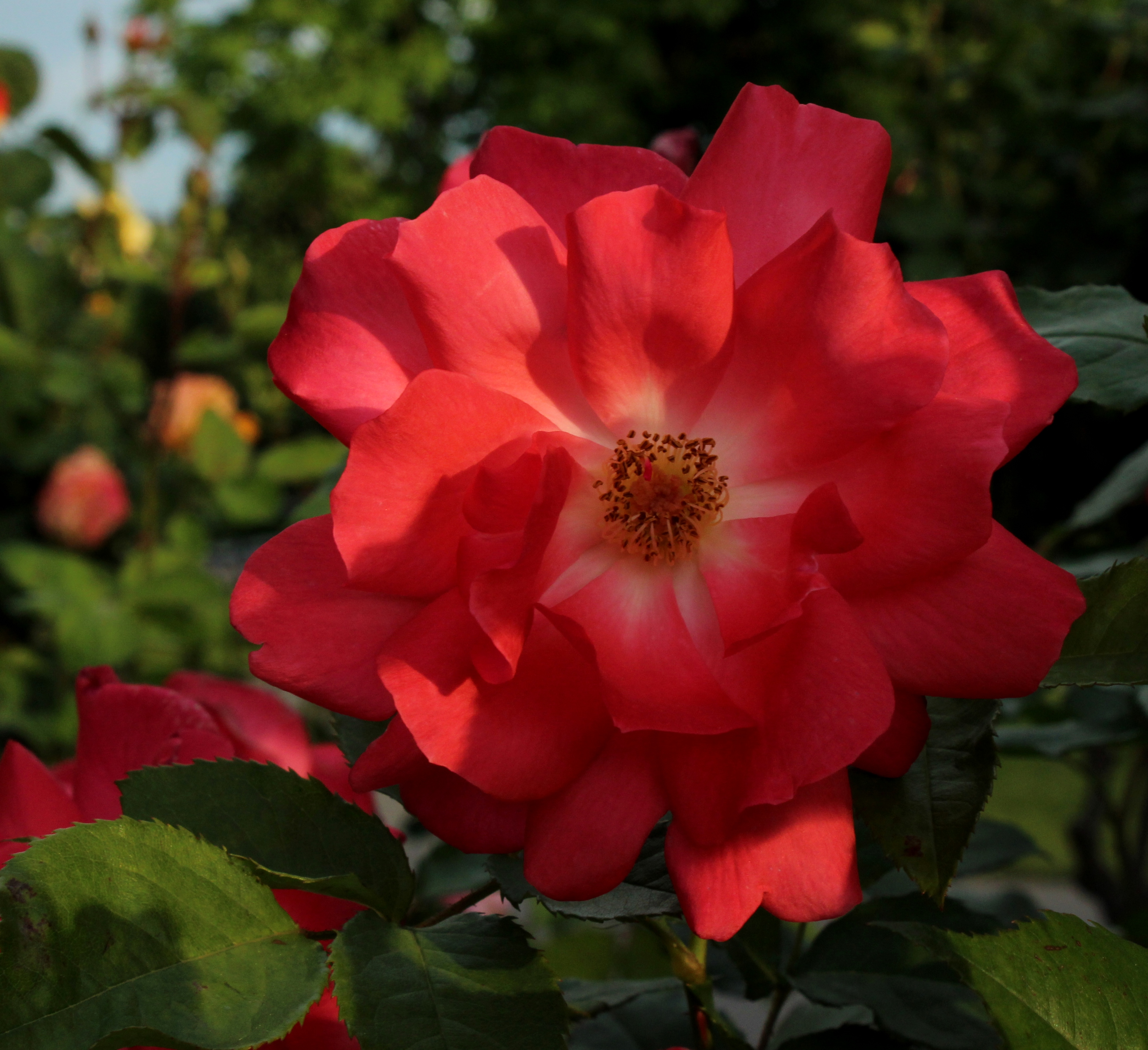
'Pernille Poulsen', Poulsen 1965.
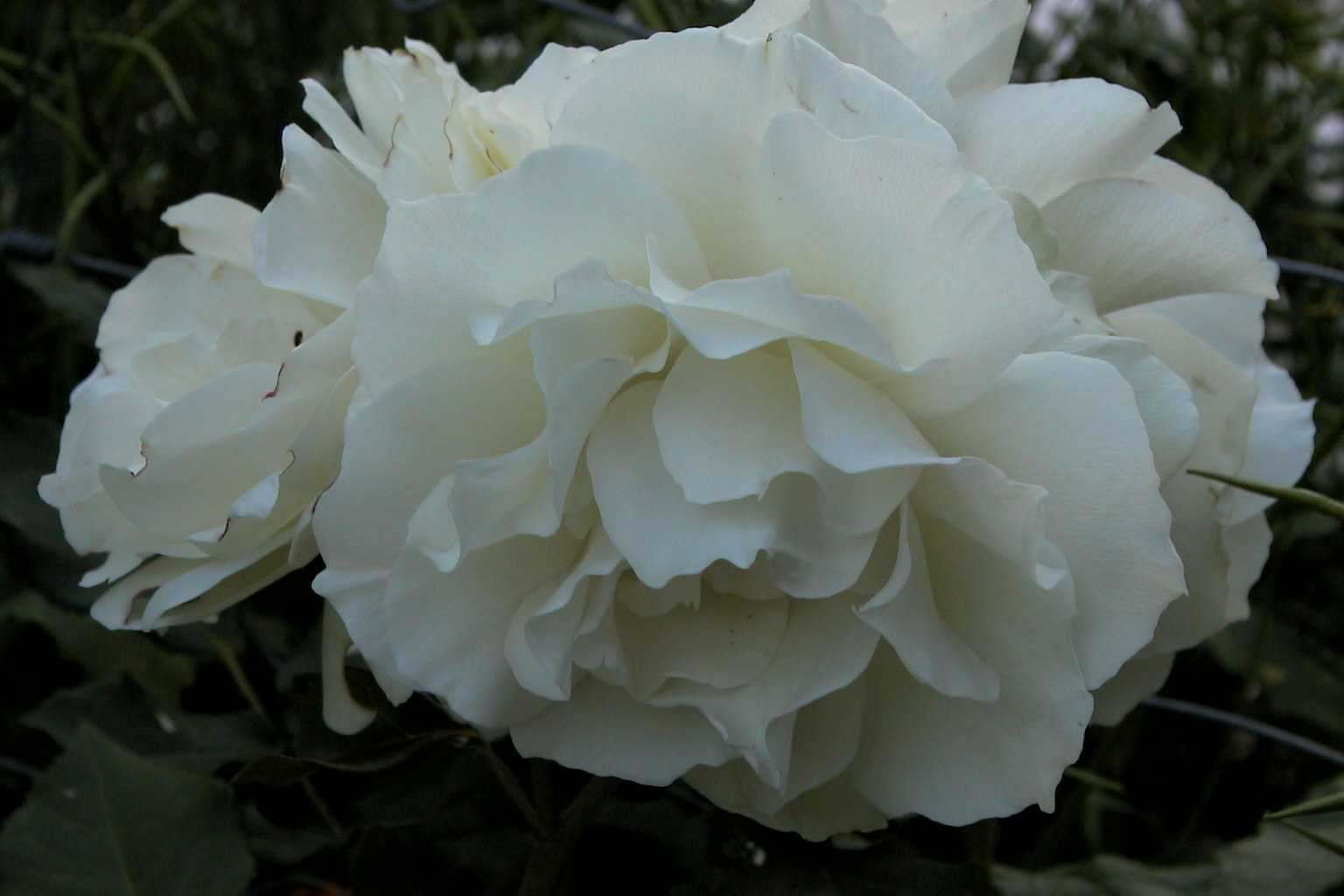
'Snowline', Poulsen 1970.
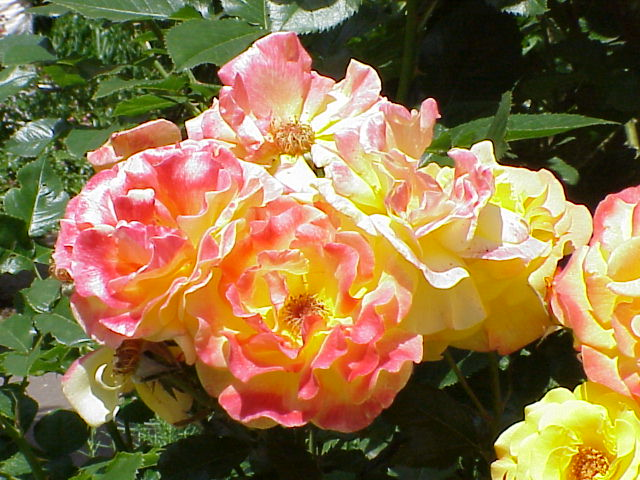
'Night Light', Poulsen 1982.
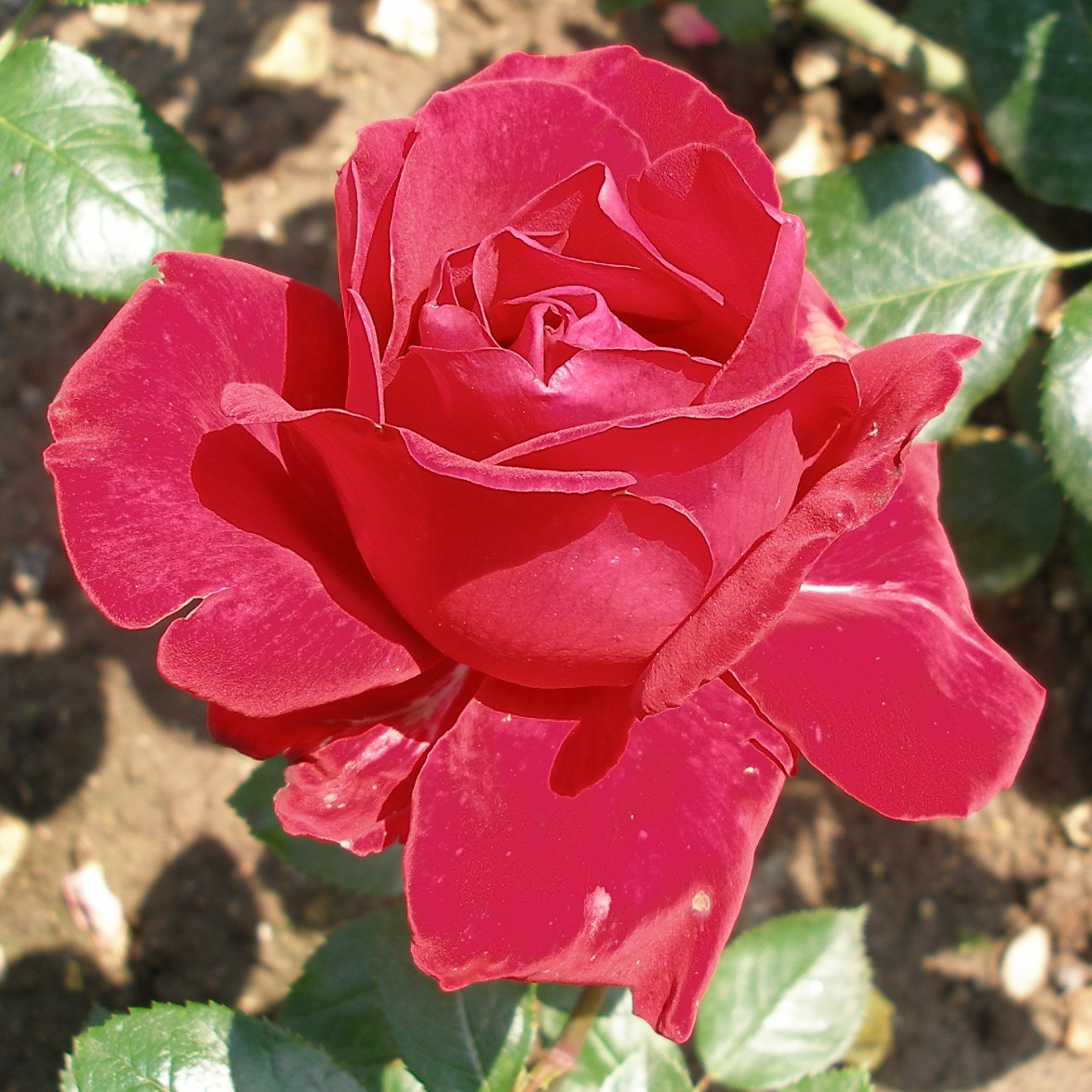
'Ingrid Bergman', Poulsen 1984. Rose favorite du monde 2000.
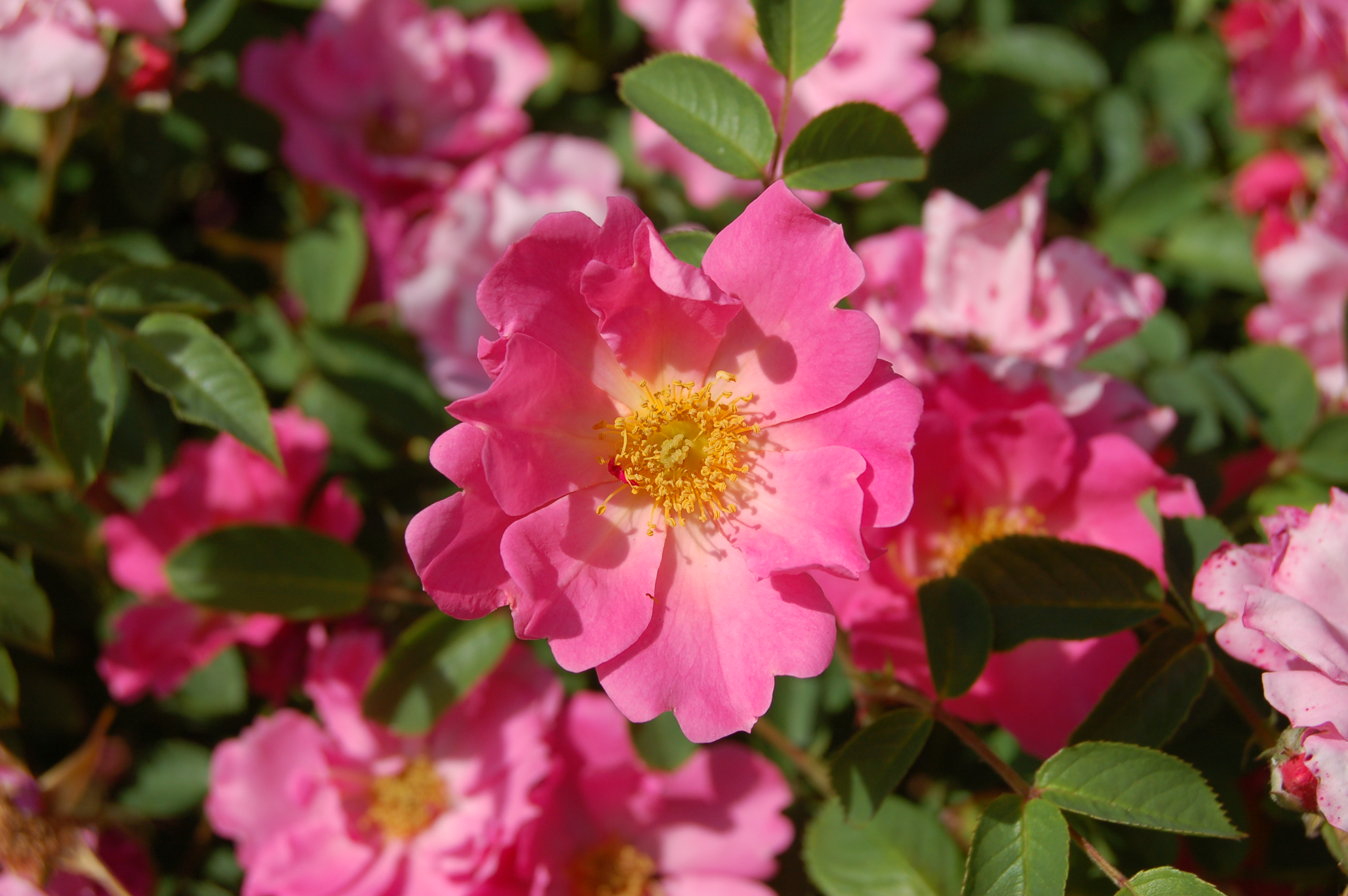
'Astrid Lindgren', Poulsen 1989.
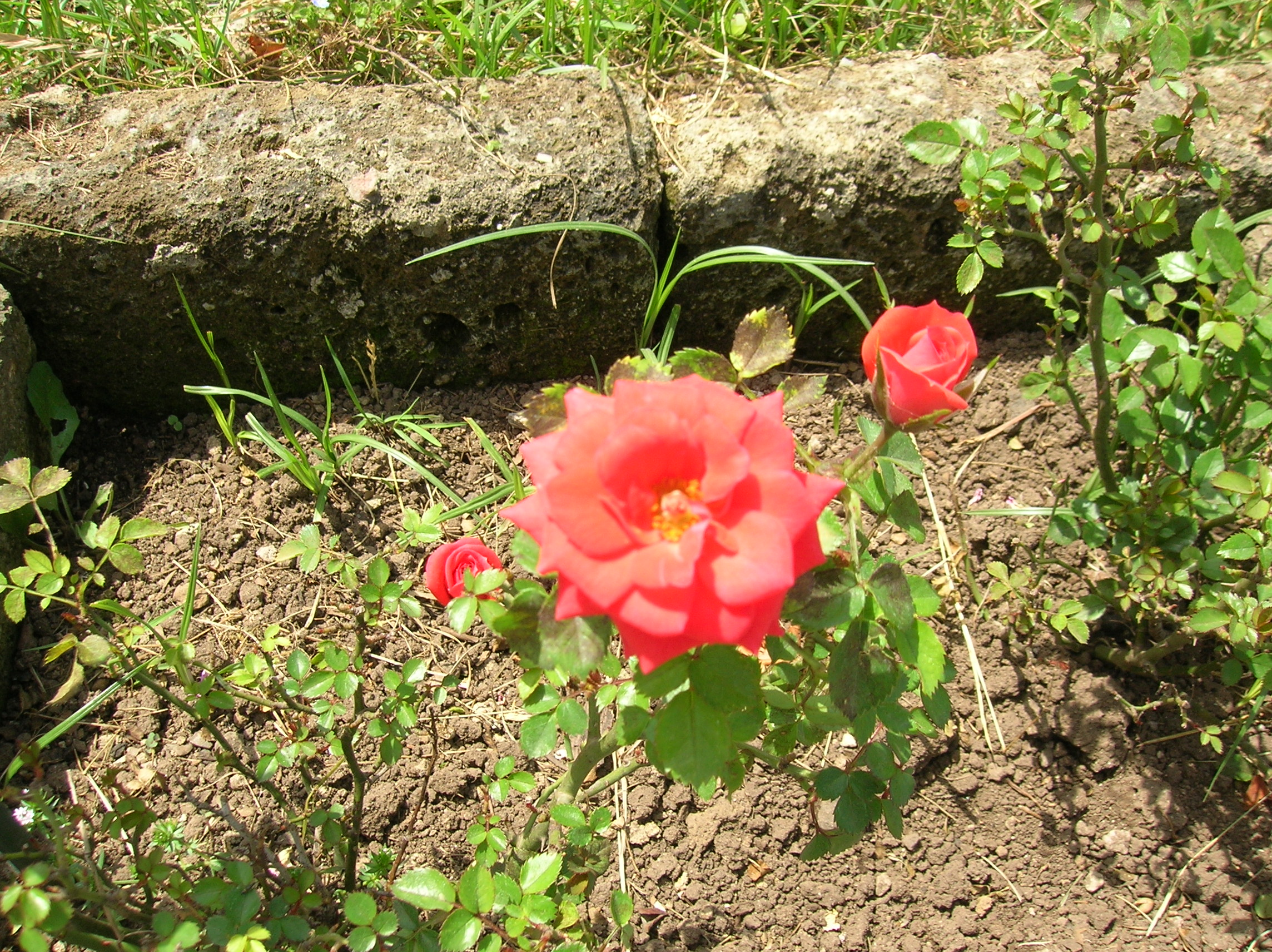
Groupe Patio : rose 'Shrimp Hit', Poulsen 1991.
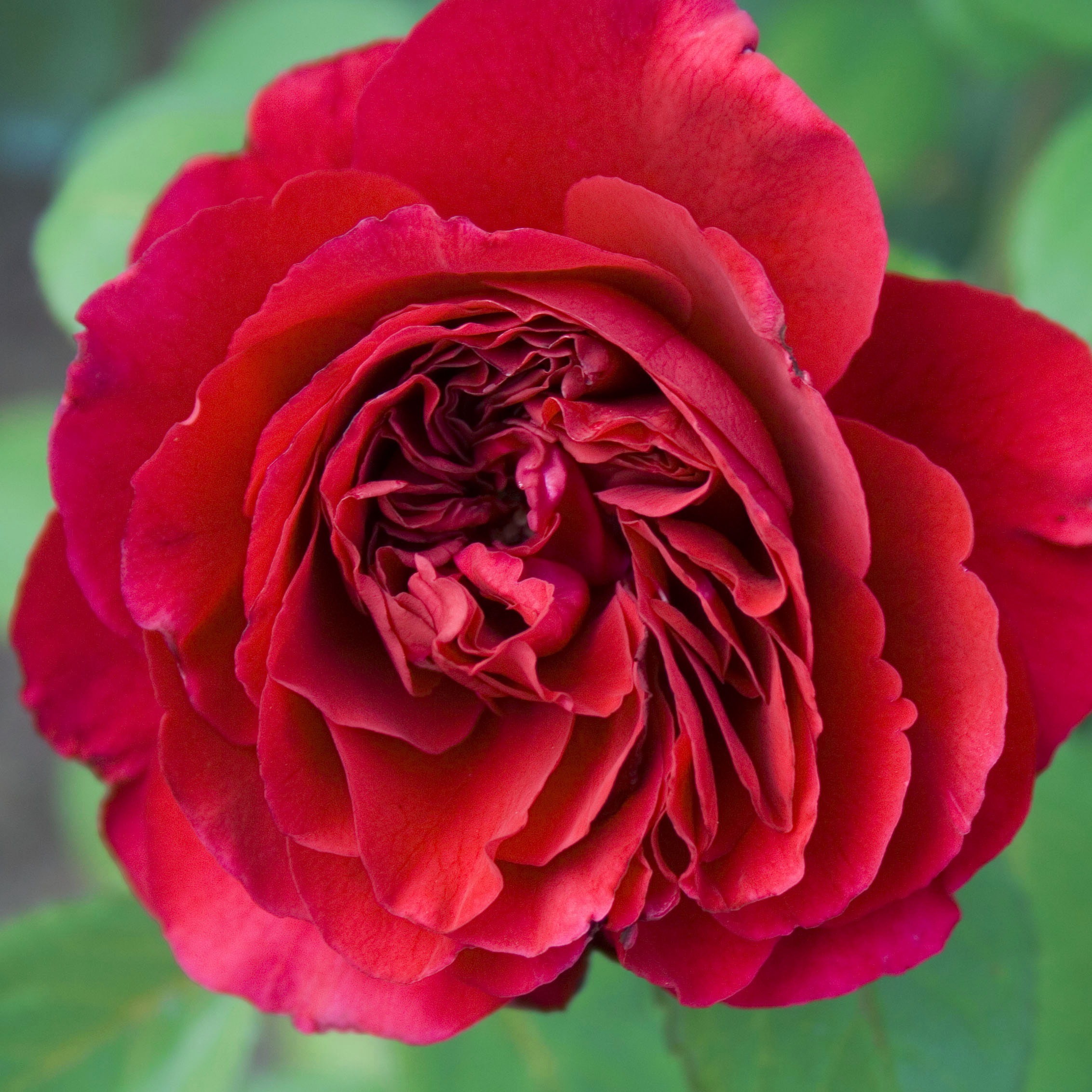
'Nadia Renaissance', Poulsen 1998.